# Via del Castello d'Altafronte
Via del Castello d'Altafronte è una strada del centro storico di Firenze, che va da via de' Neri a piazza dei Giudici.

## Storia e descrizione
Proprio nell'attuale piazza dei Giudici era un castello eretto da un Altafronte sulla riva dell'Arno, distrutto dall'inondazione del 1333 e sulle cui rovine fu poi ricostruito l'attuale palazzo, oggi detto dei Giudici. La denominazione della strada reca quindi memoria di questa antica presenza, e tuttavia è da registrare come dalla fine del Seicento alla metà dell'Ottocento la strada abbia assunto il nome di via del Moro (probabilmente dall'insegna di un'osteria, di cui porta memoria oggi la moderna "Buca del Moro"), poi dismesso per ragioni d'omonimia. Nei tempi più antichi fu detta anche chiasso Iscornino.
In questa zona ebbe sede il malfamato quartiere di "Baldracca", che pullulava di osterie e bordelli sul lato orientale degli Uffizi, fatto di piccoli vicoli oggi in parte tamponati: ne resta memoria nel teatrino della Baldracca, un edificio tuttora in via de' Castellani, che oggi ospita la biblioteca della galleria (Aula Magliabechiana).

## Descrizione
La strada, pavimentata a lastrico, ha un ruolo decisamente secondario nel sistema della viabilità cittadina e carattere residenziale popolare.

### Edifici
| Immagine | N°       | Nome                      | Descrizione |
| -------- | -------- | ------------------------- | --- |
|          | s.n.     | Casamento                 | Si tratta di un edificio modesto, con il prospetto su piazza dei Giudici (quattro stretti assi su cinque piani) presumibilmente riconfigurato in occasione della costruzione dell'antistante palazzo della Camera di Commercio. Sul fronte che guarda a via del Castello d'Altafronte è un piccolo tabernacolo che, rimasto vuoto, è stato nel 2001 risarcito con una pittura murale eseguita da Grazia Tomberli raffigurante una Madonna del Giaggiolo, artisticamente modesta e tuttavia significativa di una devozione e di una cura del luogo evidentemente non ancora del tutto sopita. |
|          | s.n.     | Palazzina Gazzeri         | Erano in questo luogo delle antiche case già dei Buini, passate alla famiglia Gazzeri che, nella prima metà dell'Ottocento, qui fece costruire un vasto edificio. L'attuale costruzione (tre piani per otto assi per quanto concerne la facciata principale) si mostra tuttavia nelle forme assunte a seguito di un parziale esproprio della proprietà e di un completo rifacimento del fronte dell'immobile attuato attorno al 1860, in concomitanza del riordino dell'area (espropri e progetto complessivo dell'architetto Felice Francolini), in ragione della costruzione del palazzo della Camera di Commercio. Al centro della facciata, segnata da un lungo balcone, è uno scudo in terracotta con l'arme della famiglia Gazzeri, segnato da una banda sostenente una gazza posata, accompagnata in punta da una stella a otto punte. Un altro scudo, più antico e con il campo oramai illeggibile, è sul canto con via dell'Osteria del Guanto. |
|          | 2        | Casa Gazzeri              | L'edificio è modesto, con un prospetto che guarda alla via privo di elementi caratterizzanti, sviluppato per quattro assi su altrettanti piani. Testimonia delle varie proprietà che in questa zona aveva nell'Ottocento la famiglia Gazzeri, in prossimità della palazzina che, con la facciata su via dei Saponai a guardare il palazzo della Camera di Commercio, rappresentava l'edificio di maggior pregio. Del possesso reca memoria uno scudo in terracotta posto sul fronte con l'arme dei Gazzeri, segnato da una banda sostenente una gazza posata, accompagnata in punta da una stella a otto punte. Si veda anche ai numeri 4 e 6 di questa stessa strada e a via dell'Osteria del Guanto 3. Accanto al portale principale si trova anche un portalino con l'iscrizione (moderna) "Buca del Moro" e un monogramma soprastante: si tratta di un locale per ristorazione già aperto in una delle numerose "buche" fiorentine, ciè quelli ambienti parzialmenti interrati sotto gli edifici residenziali, spesso destinati a fondaci e ristoranti. |
|          | 3        | Casa                      | Si tratta di un edificio con la facciata novecentesca in stile neomedioevale, organizzata su quattro piani per due assi, di tipologia alquanto inconsueta nel centro storico quanto ben documentata nei quartieri sorti nei primi decenni del secolo scorso oltre le mura cittadine, come evidenziano le molte palazzine avvicinabili a questa che segnano, ad esempio, la zona di Gavinana. Presenta il piano terreno a finto bugnato, quindi i piani superiori in laterizio su cui spiccano buche pontaie su mensole e finestre incorniciate da rustica (sempre in pietra artificiale), queste ultime arricchite da inserti graffiti con scudi crociati e gigliati. All'ultimo piano sono più ampi riquadri sempre a graffito, tra i quali quello al centro reca la data 1914. Si noti, sempre in ossequio alla tradizione, il forte aggetto del tetto. Tutto l'insieme è restaurato e ben curato. Da segnalare la presenza, sul lato destro del terreno, di un pietrino che documenta l'antica fondazione della casa, con l'insegna della chiesa di San Remigio che evidentemente un tempo ne fu proprietaria: si presenta imbrattato di calcina con l'intento di uniformarlo al parato a finto bugnato. |
|          | 4        | Casa Gazzeri              | La strada ha uno scudo del tutto simile a quello del n. 6. |
|          | 6        | Casa Gazzeri              | Come i precedenti, anche questa abitazione reca uno stemma Gazzeri sulla facciata, a ricordarne l'antica proprietà. |
|          | 26 rosso | Casa con stemma           | L'edificio, dalla "nobile architettura" (Bargellini-Guarnieri), si distingue per la presenza di uno stemma della famiglia Galli. |
|          | 5        | Ex-Cinema Capitol         | Accanto alla loggia del Grano si apre uno degli ingressi dell'ex-cinema Capitol, realizzato dagli architetti Nello Baroni e Maurizio Tempestini, poi da Italo Gamberini. Recentemente è stato ristrutturato, ma resta tuttavia inutilizzato (al 2021). |
|          | s.n.     | Loggia del Grano          | Si affaccia nel tratto iniziale della strada un lato della loggia del Grano, realizzata da Giulio Parigi nel 1612 su commissione del granduca Cosimo II de' Medici. Qui si trova un portalino con un abraso stemma del cavalieri di Pisa e una finestra rettangolare verosimilmente con lo stesso stemma nell'architrave, per quanto oggi quasi illeggibile. |
|          | s.n.     | Palazzo Fagni-Da Diacceto | Costruito nella prima metà del XIV secolo, nel periodo delle ristrutturazioni cittadine ad opera di Arnolfo di Cambio, è un tipico esempio della nuova tipologia abitativa che si andava diffondendo tra le ricche famiglie mercantili e che andò a sostituire le case-torri. In origine fu proprietà dei Fagni (che avevano anche una torre contigua), quindi, dal 1469, dei Cattani da Diacceto: a questo ramo appartennero il letterato e filosofo Francesco di Zanobi e Jacopo di Francesco, decapitato nel 1522 per aver congiurato contro il cardinale Giulio de' Medici. Estintasi la famiglia a Roma nel 1708 la proprietà passò alla Compagnia di Santa Maria Maddalena e di San Francesco, che si radunava nei chiostri di Santa Croce. Il palazzo appare nell'elenco redatto nel 1901 dalla Direzione Generale delle Antichità e Belle Arti, quale edificio monumentale da considerare patrimonio artistico nazionale. |

### Tabernacoli

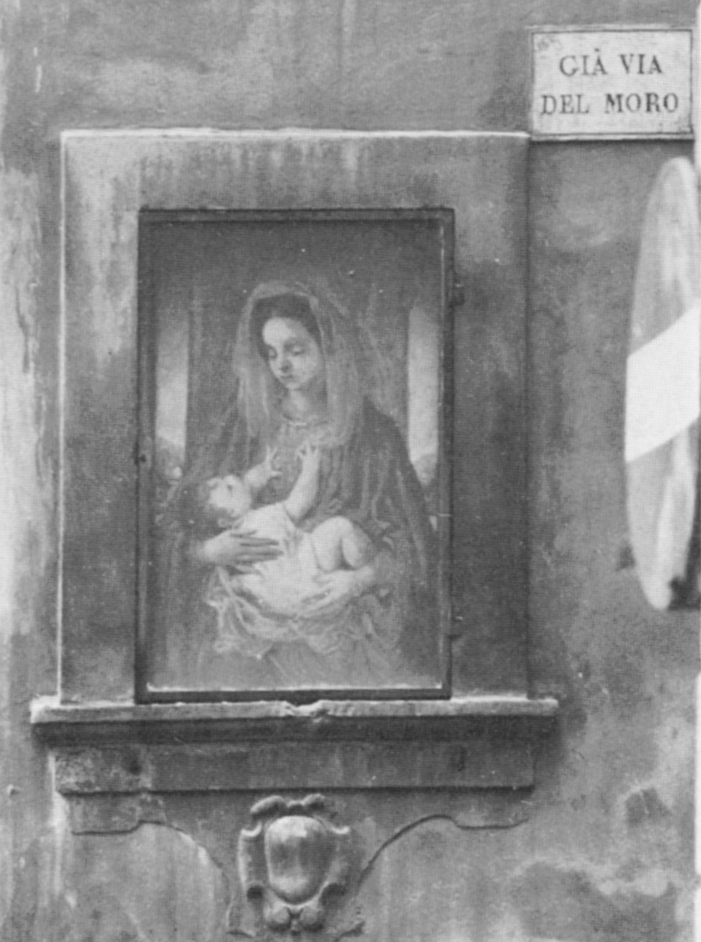
Il tabernacolo del 1960

In angolo con via dei Saponai, nel 1960, il Comitato per l'estetica cittadina fece riempire un antico tabernacolo con una Madonna dipinta da Mario Bucci; danneggiata dall'alluvione di Firenze, fu restaurata dall'allievo del pittore Vittorio Valeri. Tuttavia il degrado dovette continuare perché nel 2001 fu risarcito con una pittura murale eseguita da Grazia Tomberli raffigurante una Madonna del Giaggiolo.